# Markus Kranz
Markus Kranz (* 4. August 1969 in Speyer) ist ein ehemaliger deutscher Fußballspieler.

## Sportlicher Werdegang
Markus Kranz entstammt dem Nachwuchs des FSV 13/23 Schifferstadt. Noch als Nachwuchsspieler wechselte er zum 1. FC Kaiserslautern, für den er 1987 erste Einsätze in der Fußball-Bundesliga bestritt. Er kam anfangs nur sporadisch zum Einsatz, konnte sich jedoch unter Trainer Karl-Heinz Feldkamp ab 1990 als Stammspieler etablieren. Größte Erfolge mit dem FCK waren im Jahr 1990 der Gewinn des DFB-Pokals sowie die deutsche Meisterschaft 1991.
1992 unterschrieb Kranz einen Vertrag bei Bayer 05 Uerdingen, von wo er nach einer Spielzeit zu Dynamo Dresden wechselte. 1995 wechselte er von dort für vier Jahre in die 2. Bundesliga zum SC Fortuna Köln. Nach weiteren Gastspielen beim FC Emmen, VfR Mannheim und dem FC Junkersdorf ließ er 2006 seine Karriere beim VfL Rheinbach ausklingen.
Ab dem 1. Juli 2007 agierte Kranz für ein Jahr neben Ingo Anderbrügge als Co-Trainer bei Wacker Burghausen.
Von 2010 bis 2012 trainierte Kranz die erste Mannschaft des Rheinlandligisten SG Auw/Stadtkyll.

## Statistik
- Bundesliga: 121 Spiele (9 Tore)
- 2. Bundesliga: 81 Spiele (3 Tore)
- Regionalliga: 12 Spiele (kein Tor)